# Heinrich Schroth
Heinrich August Franz Schroth (Pirmasens, 23 maart 1871 – Berlijn, 13 januari 1945) was een Duits acteur. Hij was bekend om zijn rol als Joe Deebs in enkele stomme films als Die Ratte (1918), Das rollende Hotel (1918) en Der blauwe Drachen (1919). In de jaren twintig speelde hij veel hoofdrollen, maar in de jaren dertig en later moest hij meer en meer genoegen nemen met bijrollen. In de jaren veertig speelde Schroth in enkele propagandafilms van het nazi-regime, waaronder Jud Süß (1940). In augustus 1944 werd Schroth op de Gottbegnadeten-Liste van Joseph Goebbels opgenomen, waardoor hij vrijgesteld werd van elke militaire dienst. Hij overleed in januari 1945 op 72-jarige leeftijd.
Schroth was drie keer getrouwd. Uit zijn eerste huwelijk werd een zoon geboren; de latere acteur Heinz Sailer. Uit zijn tweede huwelijk, met de actrice Else Ruttersheim, werd eveneens een zoon geboren; de latere acteur Carl-Heinz Schroth. Uit zijn laatste huwelijk, met de actrice Käthe Haack, werd een dochter geboren; de latere actrice Hannelore Schroth.
Schroth debuteerde in 1890 in het prinselijke theater in Sigmaringen als Robert in de klucht Robert en Bertram van Gustav Raeder. In 1894 ging hij naar het Stadttheater Augsburg, in 1896 naar Mainz en in 1897 naar het Königliche Hoftheater Hannover. Vanaf 1899 was hij zes jaar lang lid van het ensemble van het Deutsches Schauspielhaus in Hamburg. Vanaf 1905 stond hij op verschillende podia in Berlijn.
Heinrich Schroth maakte zijn eerste opwachting als acteur in stomme films tijdens de Eerste Wereldoorlog. Hij kreeg meteen hoofdrollen, maar moest het al in de jaren 1920 doen met bijrollen. Schroth verscheen in een immens aantal producties als bijrolacteur en nam ook rollen aan in de propagandafilms van het naziregime. In augustus 1944, tijdens de laatste fase van de Tweede Wereldoorlog, plaatste Joseph Goebbels hem op de lijst van acteurs die hij nodig had voor zijn propagandafilms.
Carl Zuckmayer beoordeelde Schroth postuum als 'een van de belangrijkste leiders van de nieuwe nazi-theatergemeenschappen, waarin vervolgens tegen de verdreven meesters zoals Reinhardt werd geageerd'.

## Privéleven en overlijden
De acteur Heinz Sailer (eigenlijk Heinz Schroth, 1892-1957) werd geboren uit Schroths eerste huwelijk. Heinrich Schroths tweede huwelijk was met de Oostenrijkse actrice Else Ruttersheim, waaruit de acteur Carl-Heinz Schroth werd geboren. Uit zijn derde huwelijk met de Duitse actrice Käthe Haack werd de actrice Hannelore Schroth geboren.
Heinrich Schroth overleed op 13 januari 1945 op 73-jarige leeftijd.

## Filmografie
- 1916: Das Kind des Anderen
- 1916: Der Radiumraub
- 1916: Abseits vom Glück
- 1916: Ein tolles Mädchen
- 1916: Der Sekretär der Königin
- 1916: Das Tagebuch des Dr. Hart
- 1916: Fliegende Schatten
- 1916: Welker Lorbeer
- 1917: Der Liebesbrief der Königin
- 1917: Die Silhouette des Teufels
- 1917: Das Geschäft
- 1917: Der Mut zum Glück
- 1917: Gräfin Küchenfee
- 1917: Fliegende Schatten
- 1918: Diplomaten
- 1918: Die Ratte
- 1918: Das rollende Hotel
- 1918: Der Rubin-Salamander
- 1918: Die Nonne und der Harlekin
- 1918: Wanda's Trick
- 1918: Es werde Licht! 3. Teil
- 1918: Auf Probe gestellt
- 1918: Gräfin Küchenfee
- 1918: Edelwild
- 1918: Weil ich dich liebe
- 1918: Maria
- 1919: Sklaven des Kapitals
- 1919: Die närrische Fabrik
- 1919: Der blaue Drachen
- 1919: Der Muff
- 1919: Das Auge des Götzen
- 1919: Der Blick in den Abgrund
- 1919: Die Krone von Palma
- 1919: II Maria
- 1919: Madeleine
- 1919: Zwischen Nacht und Morgen
- 1920: Der Schädel der Pharaonentochter
- 1920: Tagebuch meiner Frau
- 1920: Anständige Frauen
- 1920: Die Augen als Ankläger
- 1920: Dämon Blut - 2. Teil
- 1920: Die Abenteuer der Marquise von Königsmarck
- 1920: Nirvana - 1. Teil: Das Haus des Schreckens
- 1920: Nirvana - 2. Teil: Der Überfall auf die Telegraphenstation
- 1920: Nirvana - 3. Teil: Der Ruf über das Meer
- 1920: Nirvana - 4. Teil: Die brennende Stadt
- 1920: Nirvana - 5. Teil: Der unterirdische Tempel
- 1920: Nirvana - 6. Teil: Die Sühne
- 1920: Yoshiwara, die Liebesstadt der Japaner
- 1920: Das Opfer der Claudia Nicolajewna
- 1920: Satans Peitsche
- 1921: Aus dem Schwarzbuch eines Polizeikommissars, 2. Teil: Verbrechen aus Leidenschaft
- 1921: Das zweite Leben
- 1921: Madeleine
- 1921: Die Schuld des Grafen Weronski
- 1921: Jim Corwey ist tot
- 1921: Der tote Gast
- 1921: Die Schreckensnacht im Hause Clarque
- 1921: Vergiftetes Blut
- 1921: Der Überfall auf den Europa-Express
- 1921: Liebestaumel
- 1921: Die Trommeln Asiens
- 1921: Die Diktatur des Lebens - 1. Teil: Die böse Lust
- 1921: Opfer der Ehe
- 1922: Der falsche Dimitri
- 1922: Marie Antoinette - Das Leben einer Königin
- 1922: Macht der Versuchung
- 1922: Schatten der Vergangenheit
- 1922: Das Spielzeug einer Dirne
- 1922: Die Heimkehr des Odysseus
- 1923: Vineta. Die versunkene Stadt
- 1923: Alles für Geld
- 1923: Die Prinzessin Suwarin
- 1923: Und dennoch kam das Glück
- 1923: Der große Sensationsprozeß
- 1923: Das Abenteuer von Sagossa
- 1923: Das Kind des Anderen
- 1924: Die Liebesbriefe einer Verlassenen
- 1924: Horrido
- 1924: Das Herz der Lilian Thorland
- 1925: Lebende Buddhas
- 1926: Menschen untereinander
- 1926: Fünf-Uhr-Tee in der Ackerstraße
- 1926: Die tolle Herzogin
- 1926: Der Wilderer
- 1927: Die Dame mit dem Tigerfell
- 1927: Prinz Louis Ferdinand
- 1928: Die große Abenteuerin
- 1928: Der Präsident
- 1928: Alraune
- 1929: Ohne Geld durch die Welt
- 1929: Atlantik
- 1929: Carnival of Crime
- 1929: Verirrte Jugend
- 1931: Yorck
- 1931: Der Hauptmann von Köpenick
- 1931: Berlin-Alexanderplatz - Die Geschichte Franz Biberkopfs
- 1931: Das Schicksal der Renate Langen
- 1931: 1914, die letzten Tage vor dem Weltbrand
- 1932: Das erste Recht des Kindes
- 1932: Mensch ohne Namen
- 1932: Man braucht kein Geld
- 1932: Marschall Vorwärts
- 1933: Mädels von heute
- 1933: Eine Stadt steht kopf
- 1934: Hanneles Himmelfahrt
- 1934: Zu Straßburg auf der Schanz
- 1934: Konjunkturritter
- 1934: Wilhelm Tell
- 1935: Familie Schimek
- 1935: Liebesleute
- 1935: Stradivari
- 1935: Die törichte Jungfrau
- 1936: Onkel Bräsig
- 1936: Verräter
- 1936: Die Leuchter des Kaisers
- 1937: Die Korallenprinzessin
- 1937: Pan
- 1937: Das schöne Fräulein Schragg
- 1937: Der Herrscher
- 1937: Frauenliebe - Frauenleid
- 1937: Fridericus
- 1938: Der Tanz auf dem Vulkan
- 1938: Scheidungsreise
- 1938: Verwehte Spuren
- 1938: Eine Frau kommt in die Tropen
- 1938: Die fromme Lüge
- 1938: Kameraden auf See
- 1938: Urlaub auf Ehrenwort
- 1938: Preußische Liebesgeschichte
- 1938: Ziel in den Wolken
- 1938: Pour le Mérite
- 1938: Liebeslegende
- 1939: Das Recht auf Liebe
- 1939: Dein Leben gehört mir
- 1939: Die barmherzige Lüge
- 1939: Die Stimme aus dem Äther
- 1939: Wasser für Canitoga
- 1939: Ziel in den Wolken
- 1939: Verdacht auf Ursula
- 1940: Bismarck
- 1940: Kora Terry
- 1940: Die unvollkommene Liebe
- 1940: Jud Süß
- 1941: Heimaterde
- 1941: Friedemann Bach
- 1941: Ohm Krüger
- 1942: Die Entlassung
- 1942: Rembrandt
- 1942: Der große König
- 1943: Großstadtmelodie